# Stadion pod Dubňom
Štadión pod Dubňom – stadion sportowy w miejscowości Žilina na Słowacji, na którym swoje mecze rozgrywa piłkarska drużyna MŠK Žilina.

## Historia
Pierwsza przebudowa stadionu miała miejsce w roku 2002. Została ona spowodowana zdobyciem pierwszego tytułu mistrzowskiego przez MŠK Žilina, a co za tym idzie – udziałem w rundzie wstępnej Ligi Mistrzów. Generalna modernizacja stadionu rozpoczęła się w roku 2006. Prace rozpoczęto od rozbudowy trybuny północnej i zachodniej, kontynuowano wymianą murawy, pod którą zainstalowano system podgrzewania. Całość prac zakończono we wrześniu 2009 roku – wówczas zmodernizowano trybunę południową i wschodnią, przy czym prace nad tymi sekcjami rozpoczęły się w roku 2008.
Roboty rozbiórkowe trybuny wschodniej zostały jednak tymczasowo wstrzymane z uwagi na awans klubu do fazy grupowej Pucharu UEFA w sezonie 2008/2009. Zarząd zdecydował o ponownym zamontowaniu uprzednio zdemontowanych siedzisk. Po zakończeniu modernizacji stadion spełniał już kryteria UEFA dotyczące organizacji międzynarodowych meczów piłkarskich. Na obiekcie rozegrano już m.in. towarzyskie spotkanie pomiędzy Słowacją a Chile w dniu 17 listopada 2009 roku, które zgromadziło 11 076 widzów (komplet publiczności).